# クェット・マシーレ
クェット・マシーレ（英語: Sir Quett Ketumile Joni Masire、1925年7月23日 - 2017年6月22日）は、ボツワナ共和国の政治家。同国の第2代大統領。
1949年から1955年まで、中等教育学校の教員と校長を務めた。1962年、仲間とともにベチュアナランド民主党（後のボツワナ民主党（BDP））の設立に携わる。1965年に行われた選挙で党首セレツェ・カーマが首相に選出され、1966年の独立後、カーマが大統領に就任し、マシーレは副大統領となった。
1980年7月13日にカーマが亡くなると、7月18日に行われた選挙で第2代大統領に選出された。マシーレはカーマの政策をほぼ継承し、経済成長と民主主義の維持に力を注いだ。そのため、マシーレ政権下のボツワナでは民主的で非人種差別的な社会が保たれた。その後、1991年にナイトの称号をエリザベス2世から授与された。1994年、長期政権への批判と失業の増大によりボツワナ民主党は選挙で大敗し、議会の三分の一を占めた野党・ボツワナ国民戦線は大統領任期を5年、二選までとする法案を提出。マシーレはこれを承認し、1998年に大統領を退任した。
大統領職を退任した後もマシーレは南部アフリカ政界の長老として積極的な外交活動を続け、コンゴ民主共和国の内戦に調停者として関わった。また、2007年6月には、南部アフリカ開発共同体からレソトの政治的紛争を仲介するよう任命された。
2017年6月18日より首都ハボローネにあるボカマソ病院の集中治療室に入院し、6月22日に91歳で死去した。